# Mia Julia

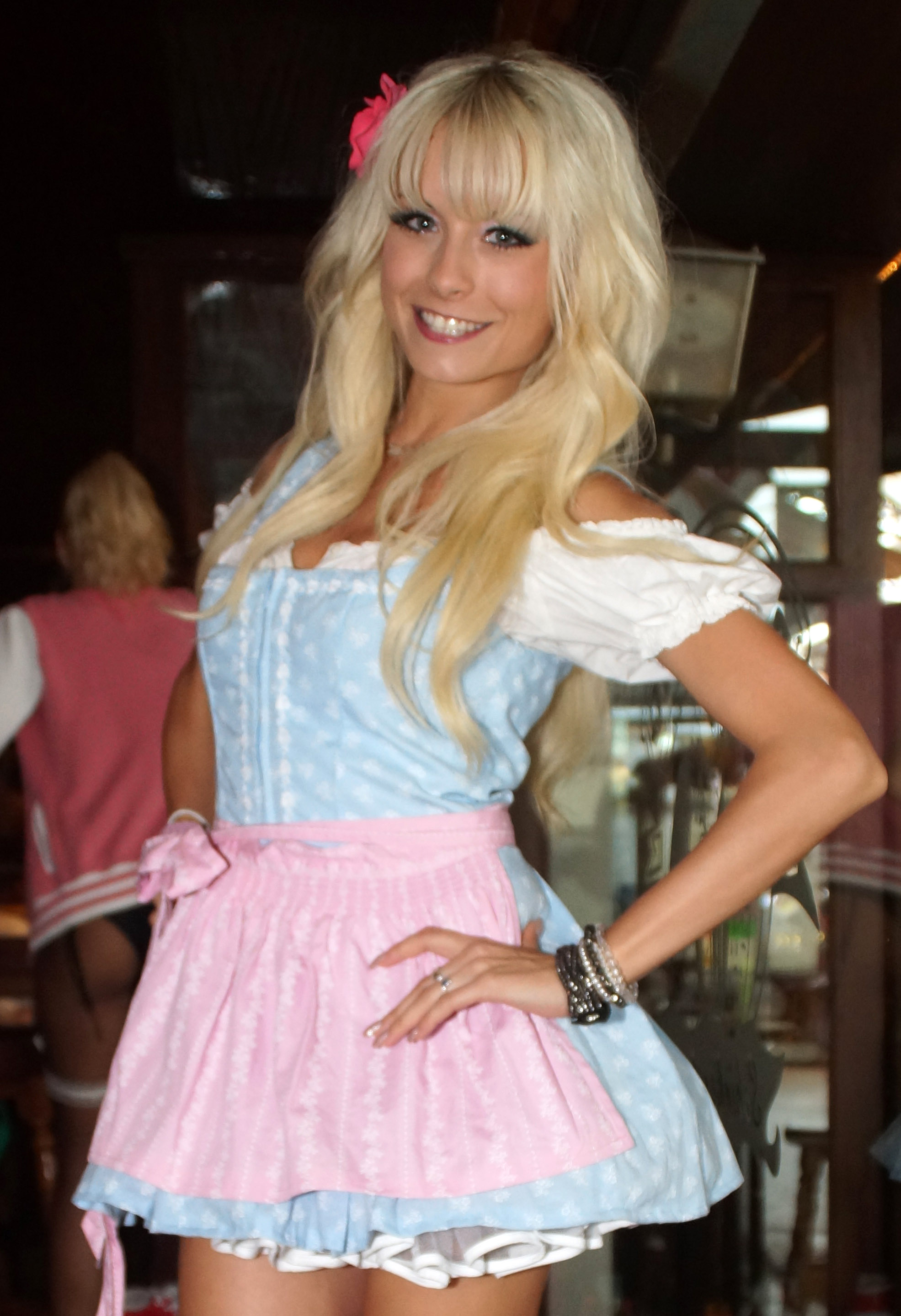
Mia Julia Brückner en septiembre de 2013.

Mia Julia Brückner (nacida el 9 de diciembre de 1986), anteriormente conocida como Mia Magma y actualmente conocida como Mia Julia, es una modelo, cantante y actriz pornográfica alemana. Entre 2010 y 2012 fue actriz porno en exclusiva para la productora Magmafilm bajo el pseudónimo de "Mia Magna", y en noviembre de 2020 volvió al porno bajo su nombre real de "Mia Julia" y con películas comercializadas por ella misma.

## Biografía

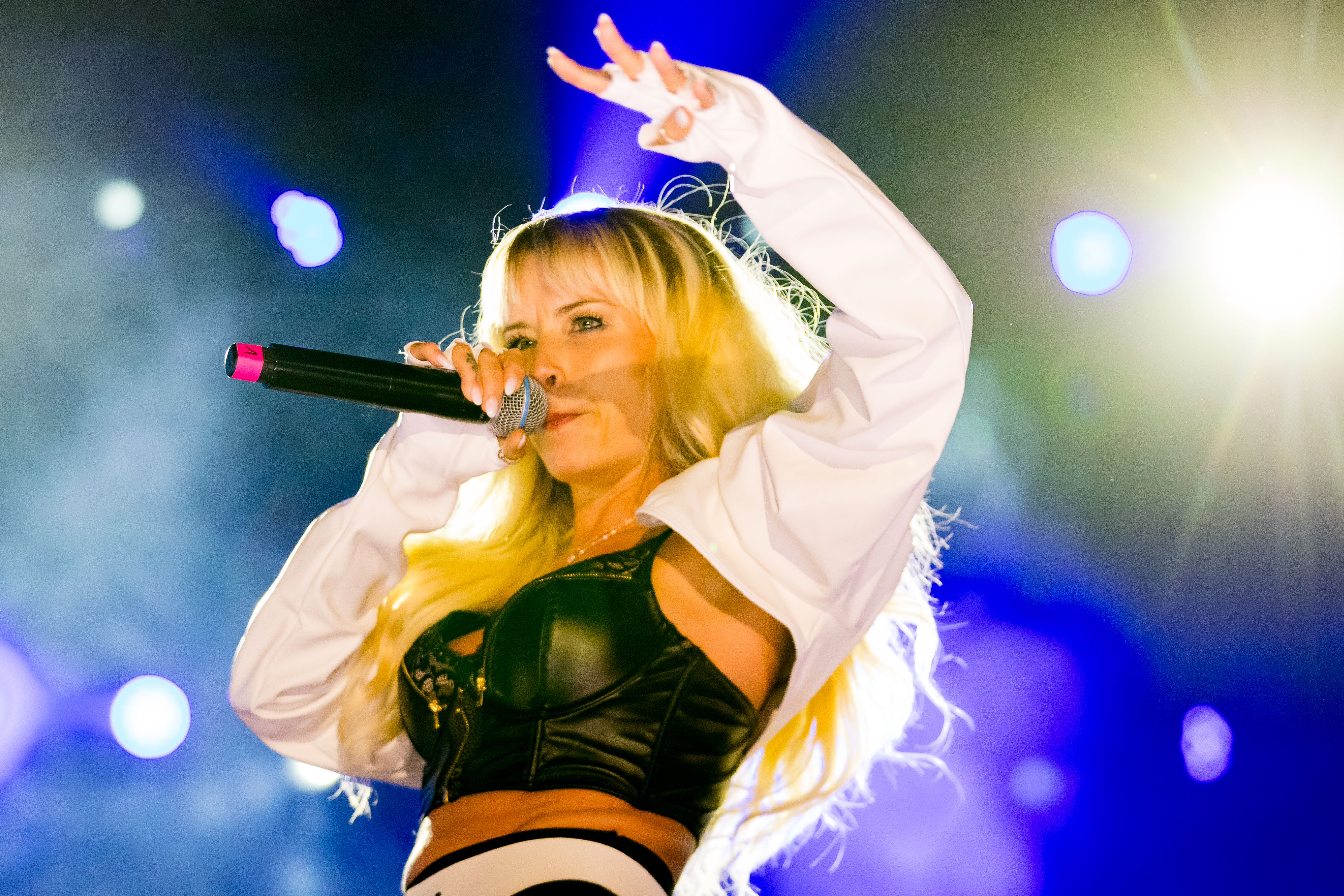
Mia Julia en octubre de 2023.

Nacida en Gilching, Baviera, Magma debutó en la industria adulta en diciembre de 2010, protagonizando la película Das Sennenlutschi de la productora alemana Magmafilm, con la cual firmó un contrato de exclusividad, y fue la que provocó su nombre artístico de Mia Magna. Anteriormente había asistido a varios clubes de swinger junto con su marido Peter, exagente de seguros, que más tarde se convirtió en su mánager y actor ocasional en sus películas.

## Filmografía
- 2010 : Analsex For Lovers
- 2010 : Das Sennenlutschi
- 2010 : Der ultimative Blowjob
- 2010 : Moli trifft … 2
- 2010 : Pure Lust
- 2011 : Das Tagebuch der Mia Magma
- 2011 : White Dreams – Beautiful Desires
- 2011 : White Dreams – Girls like us
- 2011 : White Dreams – Sweet Surrender
- 2011 : Mia Magma’s Sex-Blog
- 2011 : Mia’s Traumfick
- 2012 : Sexy Surferinnen – Girlfriends on Tour
- 2012 : Mia’s Traumurlaub auf Mallorca
- 2012 : Sexy Snow Bunnies – Girlfriends on Tour 2
- 2012 : Sexy Skipperinnen – Girlfriends on Tour 3
- 2020: Xpervo Mia Julia Sloppy Blowjob
- 2020: Superprivatx Behind the Scenes X
- 2020: Superprivate Mia Julia Anal
- 2021: Superprivate X Mia Julia on Her Limit

## Premios
- Eroticline Awards (2010)
- Erotic Lounge Awards (2011)